# Ніккі де Ягер
Ніккі де Ягер (нар. 2 березня 1994, Вагенінген, Гелдерланд, Нідерланди) більш відома як Ніккі Туторіалс — б'юті-блогерка і візажистка нідерландського походження.

## Кар'єра
2008 року, коли Ніккі було 14 років, вона створила свій канал на платформі Youtube і почала завантажувати туди відео, присвячені косметиці та макіяжу. За її словами, на макіяж її надихнув персонаж аторки Лорен Конрад у серіалі «Голлівудські пагорби». У надії повторити макіяж героїні, Ніккі почала шукати навчальні відео на Youtube, а потім вирішила завантажувати на платформу свої власні ролики. На рубежі нульових і десятих років Youtube тільки починав розвиватися і ведення відеоблогу не приносило серйозного доходу.
У 2010 році Ніккі пройшла курси з макіяжу у «B Academy» (Амстердам) у візажиста Паскаля Тессера. Наступного року вона підписала контракт з агентством Colourfull і стала працювати як професійна візажистка для телешоу і журналів.
У 2013 році де Ягер стала головною візажисткою американського телешоу «Я можу зробити тебе супермоделлю». У 2014 році вона покинула агентство і почала працювати як візажистка й перукарка в приватному порядку. Увесь цей час Ніккі також продовжувала вести свій відеоблог, де знімала огляди на продукти косметики й навчальні відео з їх використання і повторення макіяжу знаменитостей.
Проривним для кар'єри Ніккі став 2015 рік, коли вона завантажила на свій канал відеоролик «The Power of Makeup», у якому показала як сильно може змінити зовнішність людини макіяж: нанесла косметичні продукти тільки на одну сторону обличчя, а іншу залишила без змін. Ролик став вірусним, його стали повторювати інші блогери; у Ніккі почався активний приріст підписників, в результаті чого до неї почали надходити пропозиції про співпрацю, як і від колег-блогерів, так і від великих косметичних брендів. На 2021 рік це відео все ще залишається найпопулярнішим на каналі дівчини, нараховуючи понад 40 млн переглядів. На каналі Ніккі понад 13 млн підписників.

### Співпраця
У 2016 році Ніккі Туторіалс спільно з брендом Too Faced випустила свою лінійку косметики. Цей запуск отримав вкрай негативні відгуки, користувачі відзначали, що якість продуктів, які показувала Ніккі й інші блогери у своїх відео, тобто якість продуктів розісланих для оглядів як піар, набагато краще якості продуктів, які надійшли в продаж. Пізніше у 2019 році блогер Джеффрі Стар прокоментував цей скандал сказавши, що бренд не попередив Ніккі про зміну якості продуктів і потім значно затримав виплату її гонорару.
У 2017 році Ніккі в колаборації з брендами Ofra і Maybelline випустила набір з 3 рідких помад і хайлайтеру. У 2020 році вона разом з брендом й інтернет-магазином Beauty Bay випустила лімітовану палетку тіней. Ці 2 запуски були позитивно сприйняті публікою.
Після здобуття популярності Ніккі стала знімати відео з різними знаменитостями, серед яких були Кім Кардаш'ян, Бібі Рекса, Дрю Беррімор, Меган Трейнор, Селена Гомес та інші. У 2019 році вона також співпрацювала зі співачкою Леді Гагою і просувала її бренд косметики.

## Телебачення й інші медіа
У вересні 2017 року Де Ягер була учасницею нідерландського ігрового шоу The Big Escape. У січні 2019 року вона брала участь у дев'ятнадцятому сезоні популярного нідерландського реаліті-шоу Wie is de Mol? і вибула після 3 випуску. У 2019 де Ягер також була запрошеною суддею Glow Up на BBC Three. У вересні 2020 року вона повернулась в ювілейному 20 сезоні Wie is de Mol? і стала переможницею.
Після камінг-ауту Ягер була запрошена на шоу Елен Дедженерес, де розповіла про свій досвід як трансгендера. Пізніше під час інтерв'ю De Wereld Draait Door, Ніккі зізналася, що участь в передачі розчарувала її, а Еллен поставилася до неї дуже холодно.
У лютому 2020 року було оголошено, що Ніккі стане онлайн-ведучою конкурсу Євробачення 2020 в Роттердамі. Однак конкурс був скасований через пандемію коронавіруса. Потім Ніккі з'явилася які одна з ведучих онлайн-шоу «Євробачення: Європо, запали світло». У вересні 2020 року було оголошено, що вона стане ведучою конкурсу Євробачення 2021.

## Особисте життя
13 січня 2020 року Де Ягер опублікувала відео на YouTube під назвою «Я виходжу», у якому публічно зізналася у своїй трансгендерності. Вона заявила, що її шантажували через це. Свій перехід вона почала в підлітковому віці.
Де Ягер заручилася з Діланом Дроссарсом у серпні 2019 року. Вони одружилися 6 вересня 2022 року.

## Нагороди
У 2017 році журнал Forbes назвав її однією з 10 найвпливовіших особистостей у сфері краси. Того ж року вона отримала нагороду «Ютуб Гуру» від Shorty Awards та нагороду від Teen Choice Awards за перемогу в номінації «Краща інтернет-знаменитість у сфері моди й краси».